# Gazyan (Tartar)
Gazyan est un village de la région de Tərtər en Azerbaïdjan.

## Population
Selon les statistiques de 2009, la population du village est de 1590 personnes.

## Géographie
Le village de Gazyan de la région de Tərtər est situé dans la circonscription administrative du village d'Youkhari Gapanli.

## Économie
La principale occupation de la population du village de Gazyan est l'élevage et l'agriculture.